# Ahmed Shafik
Ahmed Shafik là cựu thủ tướng Ai Cập. Ông được tổng thống Ai Cập bổ nhiệm vào chức vụ này cuối tháng 1 năm 2011.
Từng là một phi công chiến đấu, Shafik trở thành Tổng Tư lệnh Lực lượng Không quân Ai Cập từ 1996-2002, và được bổ nhiệm Bộ trưởng Hàng không dân dụng Ai Cập vào năm 2002. Ông được Tổng thống Hosni Mubarak bổ nhiệm làm Thủ tướng ngày 29 tháng 1 năm 2011 để ứng phó các cuộc biểu tình Ai Cập năm 2011. Ông từ chức ngày 3 tháng 3 năm 2011, và được thay thế bởi Essam Sharaf.
Shafik sinh ra tại Cairo vào tháng 11 năm 1941 và gia nhập quân đội Ai Cập khi còn rất trẻ, tốt nghiệp Học viện Không quân Ai Cập vào năm 1961. Trong thời gian tại ngũ, ông đã tốt nghiệp thạc sĩ về khoa học quân sự và bằng Tiến sĩ trong Chiến lược quốc gia về không gian.